# Казе Марконе I (Пескара)
Казе Марконе I (итал. Case Marcone I) је насеље у Италији у округу Пескара, региону Абруцо.
Према процени из 2011. у насељу је живело 36 становника. Насеље се налази на надморској висини од 154 м.